# 三國正樹
三國 正樹（みくに まさき、1958年 - ）は、日本の音楽教育者・ピアニスト。群馬大学教育学部名誉教授。現在は群馬県高崎市在住。専門は器楽（ピアノ）。

## 来歴・人物
1958年、新潟県柏崎市に生まれる。3歳でヤマハオルガン教室に入門し、4歳よりピアノを学んだ。東京藝術大学音楽学部附属音楽高等学校を1977年に卒業。同大学へ進学。1981年東京藝術大学音楽学部器楽科を卒業。1982年にクロイツァー賞を受賞。1983年、東京藝術大学大学院修士課程修了。86年3月、同大学院博士後期課程満期退学。1986年より1990年まで東京芸術大学音楽学部附属音楽高等学校非常勤講師。その他愛知県立芸術大学非常勤講師などを経て、現在は群馬県に在住し2024年3月まで群馬大学共同教育学部教授を務めた。担当していたのは器楽［ピアノ］の講義・演習の他、教養教育科目「鍵盤音楽の歴史」などであった。松野景一、斎藤ルリ子にピアノを師事した。趣味は読書・オーディオなどである。

## 活動実績
- 1990年～ 2017年 埼玉県ピアノコンクール（現・彩の国埼玉ピアノコンクール）審査員
- 2004年   第2回わたじんピアノフェスティバル審査員
- 2007年   第5回わたじんピアノフェスティバル審査員
- 2008年   第6回わたじんピアノフェスティバル審査員／第19回川口市青少年ピアノコンクールオーディション審査員
- 2009年   第1回新潟県ヤマハピアノコンクール予選会審査員／第20回川口市青少年ピアノコンクール審査員
- 2010年   第2回新潟県ヤマハピアノコンクール本選審査員／第21回川口市青少年ピアノコンクール審査員

東京都では1987年、1989年（イイノホール）、1992年、1995年、2001年、2014年（津田ホール）にリサイタル開催。その他群馬県・埼玉県・新潟県などでリサイタルを行っている。他にも、協奏曲、室内楽、伴奏等幅広く演奏活動を行っている。2003年より2012年まで「ピアノ音楽と19世紀」リサイタルシリーズ（全15回）を年2回開催。その後、「ピアノ音楽と20世紀」「ピアニズムの系譜」等のテーマでの演奏会に出演。

## 著書・論文・CD等
- 『ピアノデュオ曲目事典』（共著）（ムジカノーヴァ叢書18、1993年）
- 『モーツァルトスタディーズ』（共著）（玉川大学出版部、2006年）
- CD「ベートーヴェン大全集」（「変奏曲」「バガテル・舞曲・小品」曲目解説、音楽之友社編集・制作、1995年）
- CD「ブラームス大全集」（「4手・2台ピアノのための作品」曲目解説、音楽之友社編集・制作、1996年）
- 「”ピアノ伴奏法” 授業の変遷」群馬大学教育実践研究 第21号 （2004）
- 「”編曲” の研究」群馬大学教育学部紀要 芸術・技術・体育・生活科学編 第40巻 （2005）
- CD「ヒンデミット：無伴奏ヴィオラ・ソナタ 作品25-1 小野 富士（ヴィオラ）～おのふじびおらデラックス 実践編～」小野富士：ヴィオラ／三國正樹：ピアノ（マイスターミュージック、2007年）
- 「ピアノ上級技巧の学習方法」群馬大学教育学部紀要 芸術・技術・体育・生活科学編 第53巻（2018）
- 「ピアノ中級技巧に向けての学習方法」群馬大学教育学部紀要 芸術・技術・体育・生活科学編 第54巻（2019）
- 「『ピアノ演習』授業の改善」群馬大学教育実践研究第38号（2021）
- 「ピアノ指導における『即興演奏』」群馬大学教育実践研究第39号（2022）
- 「『小学校音楽A』授業の改善」 群馬大学教育実践研究第40号（2023）